# Chu Miu
Chu Miu (朱俐靜T, 朱俐静S, Zhū LìjìngP, Chu Li-chingW; Taipei, 16 dicembre 1981 – Taipei, 3 luglio 2022) è stata una cantante taiwanese.

## Biografia
Nacque il 16 dicembre del 1981 a Guanxi, nella contea di Hsinchu.
Vinse la terza edizione del programma televisivo taiwanese Super Idol. Si esibì inoltre il 12 febbraio del 2011 alla festa delle lanterne di Kaohsiung.
Il 5 gennaio del 2021 le venne diagnosticato un tumore alla mammella. Miu morì a causa della neoplasia il 3 luglio del 2022 all'età di 40 anni.